# Charles Boyer (musicien)
Pour les articles homonymes, voir Charles Boyer (homonymie) et Boyer.
Cet article possède un paronyme, voir Charles Joseph Boyé.
Charles Boyer, dit Chuck, né  le 30 novembre 1976 à Montréal, au Canada, est le chanteur et le guitariste du groupe de rock Chapeaumelon.

## Biographie
Auteur, compositeur, réalisateur et coproducteur, Charles Boyer a composé les paroles et la musique d'une grande partie du catalogue des pièces originales de Chapeaumelon. La chanson Nonchalant, ou Sofa, demeure la plus connue de ses compositions. Cette dernière se retrouve dans le film Hollywoodien Eurotrip.